# 观阳县
观阳县，中国古代历史上的一个县，始置于西汉汉文帝前元十二年（公元前168年），位于今湖南省灌阳县新街乡一带，隶属于长沙国桂阳郡。汉武帝元鼎六年（公元前111年）分长沙国置零陵郡，观阳县隶属于零陵郡。东汉，隶属于荆州刺史部零陵郡。三国时期，隶属于吴国荆州零陵郡。晋朝，隶属于荆州零陵郡。南北朝时期，隶属于湘州零陵郡。隋朝开皇十年（公元590年）废观阳县，与桃阳县（一称洮阳县，今全州县）合并为湘源县，隶属湘州零陵郡；大业十三年（617年）析湘源县复置为县，县名由观阳县改称灌阳县，县治迁徙今灌阳镇，隶属于湘州零陵郡。